# Koczkodan rudobrzuchy
Koczkodan rudobrzuchy (Cercopithecus erythrogaster) – gatunek ssaka naczelnego z podrodziny koczkodanów (Cercopithecinae) w obrębie rodziny koczkodanowatych (Cercopithecidae).

## Taksonomia
Gatunek po raz pierwszy zgodnie z zasadami nazewnictwa binominalnego opisał w 1866 roku brytyjski zoolog John Edward Gray, nadając mu nazwę Cercopithecus erythrogaster. Miejsce typowe według oryginalnego opisu to Afryka Zachodnia (ang. West Africa), ograniczone w 1999 roku przez Petera Grubba i współpracowników do lasu Lama, w Beninie. Holotyp to młodociana samica (sygnatura BMNH Mammals 1866.8.6.15) ze zbiorów Muzeum Historii Naturalnej w Londynie. Podgatunek pococki opisał formalnie brytyjsko-francuski zespół zoologów (Brytyjczycy Peter Grubb, John F. Oates oraz Francuz Jean-Marc Lernould) nadając mu nazwę Cercopithecus erythrogaster pococki. Miejsce typowe to w głębi lądu od Lagos, Nigeria. Holotyp to skóra i czaszka młodocianego samca (sygnatura BMNH Mammals 1915.6.12.1) ze zbiorów Muzeum Historii Naturalnej w Londynie.
C. erythrogaster należy do grupy gatunkowej cephus.
Autorzy Illustrated Checklist of the Mammals of the World rozpoznają dwa podgatunki.

### Etymologia
- Cercopithecus: gr. κερκοπίθηκος kerkopithēkos „małpa z długim ogonem”, od gr. κερκος kerkos „ogon”; πιθηκος pithēkos „małpa”[11].
- erythrogaster: gr. ερυθρος eruthros „czerwony”; γαστηρ gastēr, γαστρος gastros „brzuch”[12].
- pococki: Reginald Innes Pocock (1863–1947), brytyjski zoolog (arachnolog i teriolog)[13].

## Zasięg występowania
Koczkodan rudobrzuchy występuje w zachodniej Afryce zamieszkując w zależności od podgatunku:
- C. erythrogaster erythrogaster – koczkodan rudobrzuchy – południowo-wschodnie Togo (las Togodo) i południowy Benin (las Lama i na granicy z Nigerią, na północ od Porto-Novo).
- C. erythrogaster pococki – koczkodan nabrzeżny – południowo-zachodnia i południowo-środkowa Nigeria.

## Morfologia
Długość ciała (bez ogona) samic 40–45 cm, samców 45–50 cm, długość ogona samic 55–60 cm, samców 65–70 cm; masa ciała samic 2–4 kg, samców 3,5–4,5 kg. Ma ciemną twarz i różowy pysk, obramowany białymi bokobrodami. Pierś i brzuch są zwykle czerwonobrązowe, czemu ten gatunek zawdzięcza nazwę; u niektórych zwierząt te części ciała mają barwę szarą. Samice przypominają z wyglądu samce, ale ich pierś, brzuch i kończyny są szare.

## Ekologia
Koczkodan rudobrzuchy to małpa rzadko spotykana.
O ciąży tego koczkodana nic dotychczas nie wiadomo, ponieważ obserwacje nad tym gatunkiem były prowadzone tylko na kilku osobnikach.

## Status zagrożenia
W Czerwonej księdze gatunków zagrożonych Międzynarodowej Unii Ochrony Przyrody i Jej Zasobów został zaliczony do kategorii EN (ang. endangered ‘zagrożony’).